# Angel of Babylon
Angel of Babylon – piąty studyjny album grupy muzycznej Avantasia, wydany został 3 kwietnia 2010 roku nakładem Nuclear Blast. Równolegle wydany został album The Wicked Symphony. Album jest trzecią i ostatnią częścią "The Wicked Trilogy"

## Lista utworów
Opracowano na podstawie materiału źródłowego.
Wszystkie utwory napisane przez Tobias'a Sammet'a, oprócz "Symphony of Life" – muzyka i tekst – Sascha Paeth.
1. "Stargazers" (9:33)
2. "Angel of Babylon" (5:29)
3. "Your Love Is Evil" (3:53)
4. "Death Is Just a Feeling" (5:21)
5. "Rat Race" (4:07)
6. "Down in the Dark" (4:23)
7. "Blowing Out the Flame" (4:51)
8. "Symphony of Life" (4:30)
9. "Alone I Remember" (4:48)
10. "Promised Land" (4:47)
11. "Journey to Arcadia" (7:12)

## Twórcy
Opracowano na podstawie materiału źródłowego.
| - Tobias Sammet – śpiew, gitara basowa, instrumenty klawiszowe – ścieżka nr 2, 3, 8, 9; produkcja - Sascha Paeth – gitara, instrumenty klawiszowe – ścieżka nr 1,8; pianino – ścieżka 7; orkiestracja – ścieżka 7; produkcja, miksowanie - Eric Singer – perkusja - Michael "Miro" Rodenberg – instrumenty klawiszowe, orkiestracje, mastering - Alex Kuehr – zdjęcia - Thomas Ewerhard – okładka, oprawa graficzna |